# Men in Black (film, 1997)
Pour les articles homonymes, voir Men in Black.
Série Men in Black
Men in Black 2
(2002)
Pour plus de détails, voir Fiche technique et Distribution.
Men in Black, ou Hommes en noir au Québec, est un film américain réalisé par Barry Sonnenfeld, sorti en 1997.
C'est l'adaptation cinématographique de la série de comics du même nom créée par Lowell Cunningham et publiée par Aircel Comics. C'est le premier volet de la série de films « Men in Black » : il est suivi par Men in Black 2 en 2002, Men in Black 3 en 2012 et du spin-off Men in Black: International en 2019.

## Synopsis

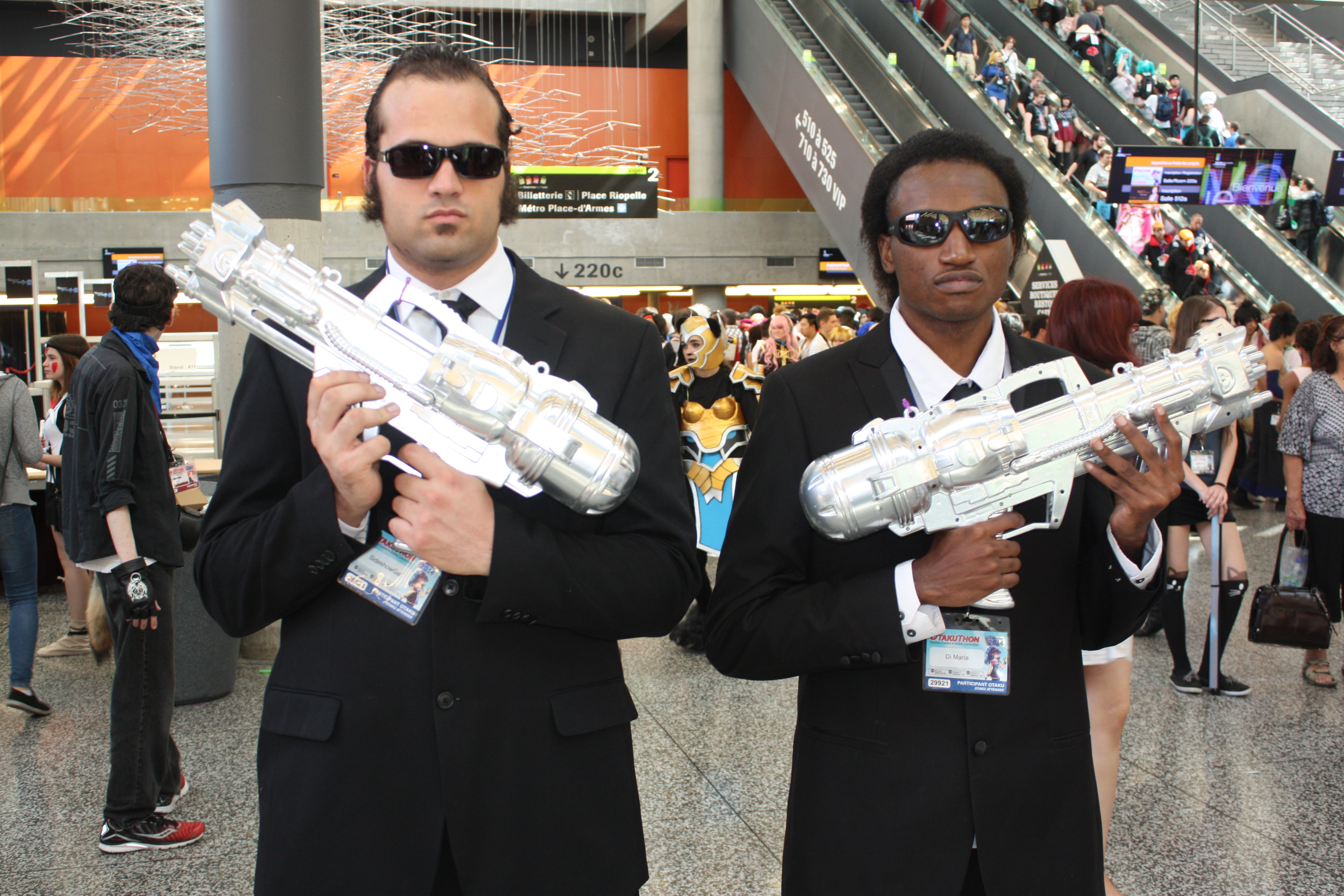
Cosplay de Men in Black.

Les Men in Black (MIB) font partie d'une organisation ultra-secrète créée afin de réguler la présence sur Terre des extraterrestres. Grâce à leurs technologies avancées, ils sont virtuellement inexistants, effaçant la mémoire des témoins gênants. Ainsi, la population ignore la présence de vie extraterrestre au sein de notre planète. Le qualificatif d'« hommes en noir » vient des complets noirs et des lunettes sombres que les membres de l'organisation doivent porter en tout temps.
K (Tommy Lee Jones), agent de longue date du MiB, vient de perdre son mentor, qui a pris la décision de se retirer en raison de son âge avancé. Il tente donc de se dénicher une nouvelle recrue. Il finit par la trouver en l'officier du NYPD James Darrell Edwards III (Will Smith), jeune homme extraverti qui s'est montré capable de poursuivre et de rattraper un alien à pied, et qui possède par ailleurs une bonne intuition.
C'est ainsi que le jeune James devient l'agent J. Il est encore loin de se douter des épreuves qui l'attendent : une « bestiole » (« bug », dans la version américaine), un extraterrestre agressif semblable à un cafard géant, cherche à s'emparer d'une galaxie gardée par un prince Arquilien. Il se déguise en humain en tuant le rustre fermier Edgar et en revêtant sa peau. L'agent J apprend rapidement à quel point il est difficile d'assurer l'avenir de la planète sachant que les aliens recherchés se dissimulent sous des corps humains et que la population doit demeurer dans l'ignorance totale de ces faits.

## Fiche technique
Sauf indication contraire, les informations mentionnées dans cette section peuvent être confirmées par les bases de données cinématographiques IMDb et Allociné,  présentes dans la section « Liens externes ».
- Titre original : Men in Black ou MIB
- Titre français : Men in Black
- Titre québécois : Hommes en noir
- Réalisation : Barry Sonnenfeld
- Scénario : Ed Solomon, d'après les comics Men in Black créés par Lowell Cunningham
- Musique : Danny Elfman
- Direction artistique : Tom Duffield
- Décors : Bo Welch
- Costumes : Mary E. Vogt
- Photographie : Donald Peterman
- Son : Skip Lievsay, Michael Barry, Lee Dichter
- Montage : Jim Miller
- Production : Laurie MacDonald et Walter F. Parkes
  - Production déléguée : Steven Spielberg
  - Production associée : Steven R. Molen
  - Coproduction : Graham Place
- Sociétés de production[1] : Amblin Entertainment, en association avec Parkes/MacDonald Image Nation, présenté par Columbia Pictures
- Société de distribution : Columbia Pictures (États-Unis) ; Columbia TriStar Films (France)
- Budget : 90 millions de $[2]
- Pays de production :  États-Unis
- Langues originales : anglais, espagnol
- Format[3] : couleur - 35 mm - 1,85:1 (Panavision) - son DTS | Dolby Digital | SDDS | Dolby Atmos
- Genre : science-fiction, action, aventures, comédie
- Durée : 98 minutes
- Dates de sortie[4] :
  - Suisse romande : 3 mai 1997[5]
  - Québec : 2 juin 1997[6]
  - États-Unis, Canada : 2 juillet 1997
  - France, Belgique : 6 août 1997[7]
- Classification[8] :
  - États-Unis : accord parental recommandé, film déconseillé aux moins de 13 ans (PG-13 - Parents Strongly Cautioned)[Note 1]
  - France : tous publics (conseillé à partir de 10 ans)[9],[10]
  - Belgique : tous publics (Alle Leeftijden)[7]
  - Québec : tous publics (G - General Rating)[6]

## Distribution
- Tommy Lee Jones (VF : Claude Giraud ; VQ : Éric Gaudry) : Agent K
- Will Smith (VF : Greg Germain ; VQ : Pierre Auger) : James Edwards III / Agent J (en)
- Linda Fiorentino (VF : Francine Laffineuse ; VQ : Anne Dorval) : Laurel Weaver / Agent L
- Vincent D'Onofrio (VF : Éric Etcheverry ; VQ : Jean-Marie Moncelet) : Edgar, le fermier / l'extraterrestre qui utilise sa peau comme déguisement
- Rip Torn (VF : Pierre Hatet ; VQ : Vincent Davy) : Agent Z
- Tony Shalhoub (VF : Daniel Lafourcade) : Jack Jeebs, le trafiquant de Rolex et d'armes extra-terrestre
- Richard Hamilton : agent D, premier coéquipier de l'agent K
- David Cross (VF : Gilbert Lévy) : le standardiste de la morgue
- Verne Troyer : un extraterrestre
- Becky Ann Baker : Mme Redgick
- Patrick Breen : Reggie Redgick
- Keith Campbell (VF : Jean-François Vlérick) : Perp
- Mike Nussbaum : Gentile Rosenberg
- Carel Struycken : Arquillian
- John Alexander : Mikey
- Fredric Lehne (VF : Maurice Decoster) : l'agent INS Janus
- Sergio Calderón : José, la « fausse tête » de Mickey
- Sean Whalen : un officier du MIB
- Jon Gries : le chauffeur qui essuie un insecte de son pare-brise
- Ken Thorley : Zap-Em Exterminator
- Peter Linari (VF : Gilbert Lévy) : le conducteur de la fourrière
- Kent Faulcon (VF : Damien Boisseau) : le lieutenant Jake Jensen
- Siobhan Fallon Hogan (VF : Sylvie Moreau) : Beatrice, la femme d'Edgar
- Tim Blaney (VF : Philippe Peythieu ; VQ : Jacques Brouillet) : Frank, le chien Carlin (voix)
- Sylvester Stallone : caméo à la télévision

## Production

### Développement
Le film est basé sur les comics The Men in Black créés par Lowell Cunningham et publiés par Aircel Comics dès 1990. Les producteurs Walter F. Parkes et Laurie MacDonald achètent les droits en 1992. Ils chargent ensuite Ed Solomon d'écrire le script. Les producteurs veulent que Barry Sonnenfeld réalise le film pour sa maitrise de l'humour noir de La Famille Addams et sa suite Les Valeurs de la famille Addams. Mais il est en train de développer le film Get Shorty. Après avoir essuyé les refus de Quentin Tarantino et John Landis, ils contactent alors Les Mayfield, puis décident finalement de repousser le film pour que Barry Sonnenfeld soit disponible.
En arrivant sur le projet, Barry Sonnenfeld modifie quelques éléments du script. Alors que la plupart des scènes avaient lieu sous terre dans le Kansas, à Washington, D.C. ou dans le Nevada, il décide que le film doit se dérouler dans les rues de New York :

« J'ai le sentiment que si des extraterrestres débarquent un jour sur notre planète, c'est là-bas qu'ils se sentiront le mieux : ils pourront se fondre dans la population de la ville, au milieu de gens qui ressemblent eux-mêmes à des extraterrestres – qui en sont même probablement... Ce qui est formidable avec New York, c'est que lorsqu'on s'y promène, on découvre des bâtiments, des choses dont on ne comprend pas pourquoi elles sont là. On peut facilement en rire, exactement comme on peut prendre certains de ses habitants pour des extraterrestres. »

— Barry Sonnenfeld

### Attribution des rôles
Le rôle de K a été proposé à Clint Eastwood, qui a refusé. Will Smith a quant à lui failli refuser le rôle de J, après avoir lu le script. Mais sa femme Jada Pinkett l'a au contraire convaincu de l'accepter. Auparavant, Chris O'Donnell avait refusé ce rôle, par peur d'être catalogué dans le rôle de la « nouvelle recrue » après Batman Forever et David Schwimmer a été également sollicité pour le même rôle. Bruce Campbell devait quant à lui apparaître dans un petit rôle mais a préféré s'engager sur le film Chasseurs de tornades.
Le rôle d'Edgar a été confié à Vincent D'Onofrio, après avoir été proposé à John Turturro, qui l'a refusé.

### Tournage
Le tournage a lieu du 14 mars au 27 juillet 1996. Au début du film, James Edwards poursuit un fugitif dans les rues de New York. La poursuite se termine au musée Solomon R. Guggenheim sur la Cinquième avenue.
Le siège des MIB est censé se trouver au no 504 de Battery Drive, c'est en fait l'adresse de la voie d'accès au Holland Tunnel qui relie Manhattan au New Jersey. L'entrée du quartier général n'existe que dans les studios Sony de Los Angeles.
La bijouterie de Rosenberg se situe au no 54 de MacDougal Street.
Le combat final contre la « bestiole » a lieu dans le parc de Flushing Meadows-Corona Park où se déroule chaque année l'US Open de tennis. On y aperçoit longuement l'Unisphere.

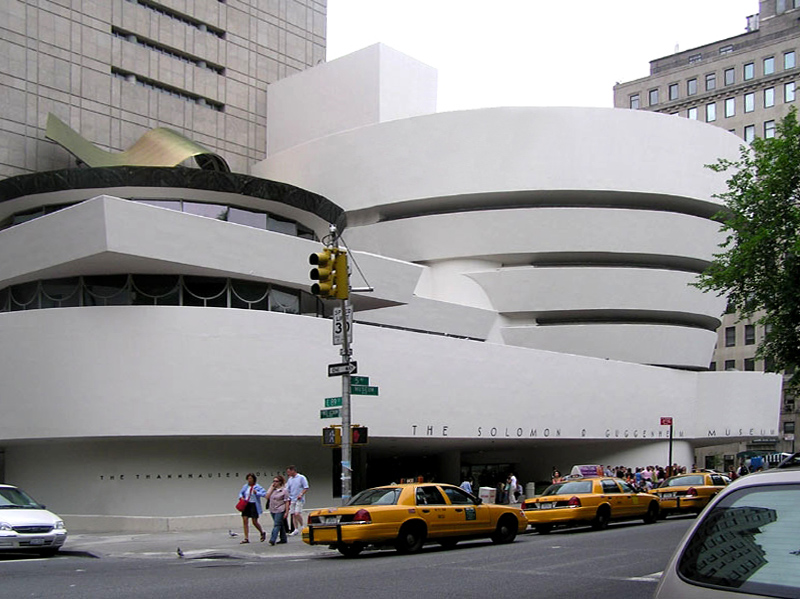
L'extérieur du musée Guggenheim.
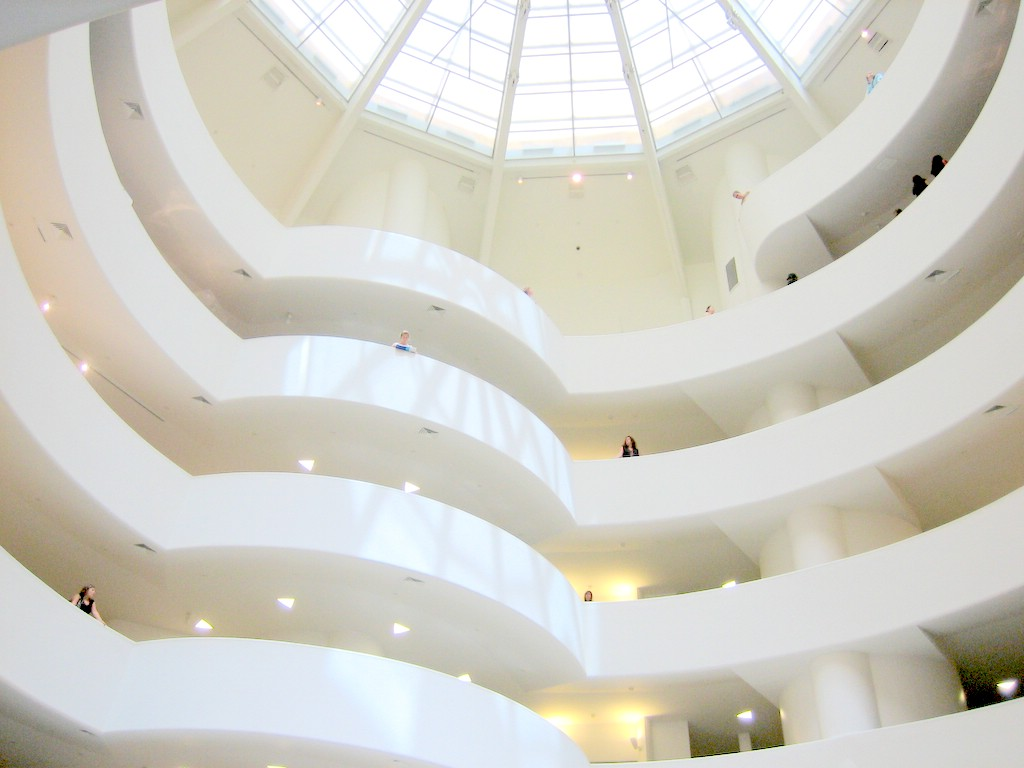
Les étages disposés en forme d'hélice.
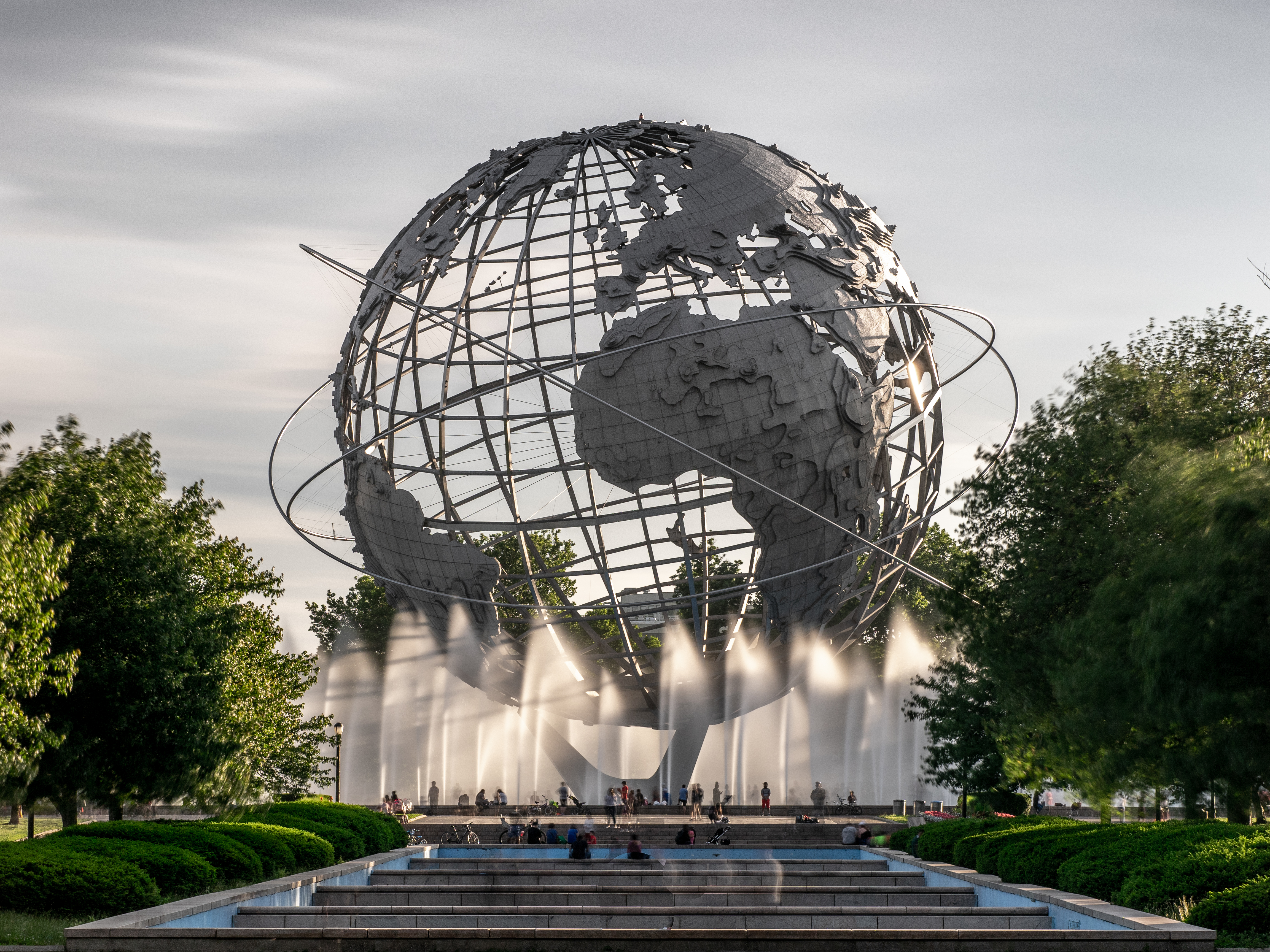
Le parc de Flushing Meadows-Corona Park.

## Musique

### Men in Black: The Album
Bandes originales de Men in Black
Men in Black 2
(2002)
Singles
1. Men in Black
Sortie : 16 juin 1997
2. Escobar '97
Sortie : 1997
3. We Just Wanna Party with You
Sortie : 3 septembre 1997 (seulement au  Royaume-Uni)
4. Just Cruisin’
Sortie : 1 décembre 1997

L'album Men in Black: The Album est sorti en juillet 1997 sur le label Columbia Records. Il contient des titres Rap-R'n'B qui n'apparaissent pas tous dans le film. Le morceau phare, et premier single, est le titre Men in Black de Will Smith. Des artistes renommés comme Nas, Snoop Dogg ou Jermaine Dupri apparaissent aux côtés de jeunes débutantes comme Alicia Keys ou les Destiny's Child.
Dans le film, on peut également entendre la reprise de Promised Land de Chuck Berry par Elvis Presley, mais elle n'est pas sur l'album.

#### Liste des titres
| 1.      | Men in Black (Will Smith)                                          | Smith, Nasir Jones Patrice Rushen, Terry McFadden & Fred Washington                                                                                 | Poke & Tone                             | 3:46 |
| 2.      | We Just Wanna Party with You (Snoop Dogg featuring Jermaine Dupri) | Jermaine Dupri, Cordozar "Snoop Dogg" Broadus Jr., Robert Bell, James Taylor, George Brown, Ronald Bell, Claydes Smith, Robert Mickens & E. Deodato | Dupri                                   | 4:32 |
| 3.      | I'm Feeling' You (Ginuwine)                                        | Elgin "Ginuwine" Lumpkin & Michael-Anthony "Mookie" Taylor                                                                                          | Mookie                                  | 4:40 |
| 4.      | Dah Dee Dah (Sexy Thing) (Alicia Keys)                             | Alicia Keys, Taneisha Smith & Reese Johnson | Johnson                                 | 4:12 |
| 5.      | Just Cruisin' (Will Smith)                                         | Smith, Nasir "Nas" Jones & Kenneth Stover | Poke and Tone                           | 3:59 |
| 6.      | The 'Notic (The Roots featuring D'Angelo)                          | Tariq Collins, Amtir "Questlove" Thompson, James Poyser, Larry Dunn, Maurice White & Philip Bailey                                                  | Scott Storch (The Roots), Poyser & Kelo | 5:20 |
| 7.      | Make You Happy (Trey Lorenz)                                       | Mariah Carey, Lorenz, Cory Rooney | Carey & Rooney                          | 4:06 |
| 8.      | Escobar '97 (Nas)                                                  | Jones, Samuel Barnes, Jean-Claude Olivier, Jerry Ragovoy & Aaron Schroeder                                                                          | Poke and Tone                           | 3:32 |
| 9.      | Erotik City (Emoja)                                                | T. Footman, E. Taylor & T. Wimbley | Deconzo Smith & Jerome Malcolm          | 4:34 |
| 10.     | Same Ol'Thing (A Tribe Called Quest)                               | Kamaal "Q-Tip" Fareed, Ali Shaheed Muhammad & Malik "Phife Dawg" Taylor                                                                             | The Ummah                               | 4:27 |
| 11.     | Killing Time (Destiny's Child)                                     | Dwayne Wiggins & Tara Stinson | Wiggins                                 | 5:08 |
| 12.     | Waiting For Love (3T)                                              | John Howcott, Emanuel Officer & Donald Parks | Craig Burbidge                          | 3:47 |
| 13.     | Chanel No. Fever (De La Soul)                                      | Kelvin "Posdnuos" Mercer, David "Dave" Jolicoeur & Vincent "Maseo" Mason                                                                            | De La Soul                              | 3:24 |
| 14.     | Some Cow Fonque (More Tea, Vicar?) (Buckshot LeFonque)             | Branford Marsalis | Marsalis                                | 5:10 |
| 15.     | M.I.B. Main Theme (Danny Elfman)                                   | Elfman |                                         | 2:58 |
| 16.     | M.I.B. Closing Theme (Danny Elfman)                                | Elfman |                                         | 2:38 |
| 1:06:05 |                                                                    | |                                         |      |

#### Samples
- Men in Black contient un sample de Forget Me Nots de Patrice Rushen, écrit par Patrice Rushen, Terry McFadden et Fred Washington.
- We Just Wanna Party with You contient des portions de Get Down On It de Kool and the Gang, écrit par Robert Bell, James Taylor, George Brown, Ronald Bell, Claydes Smith, Robert Mickens et E. Deodato.
- Just Cruisin’ contient un sample of I'm Back For More d'Al Johnson, écrit par Kenneth Stover.
- The 'Notic contient des éléments rejoués de Shining Star d'Earth, Wind & Fire, écrit par Larry Dunn, Maurice White and Philip Bailey.
- Escobar '97 contient un sample de I'll Move You No Mountain de The Love Unlimited Orchestra, écrit par Jerry Ragovoy and Aaron Schroeder.
- Same Ol'Thing contient un sample de Miles Beyond de The Mahavishnu Orchestra, écrit par John McLaughlin.

### Men In Black: The Score
Columbia Records commercialise également les compositions originales de Danny Elfman dans un autre album, sorti le 9 décembre 1997.
Liste des titres
1. M.I.B. Main Theme (2:58)
2. D's Memories/Chase (3:57)
3. Edgar's Truck/A New Man (2:58)
4. Imports/Quiet Moment (2:22)
5. J Contemplates (1:18)
6. Headquarters (1:13)
7. The Suit (1:28)
8. Morgue Time (:49)
9. Petit Mort (1:42)
10. K Reminisces (0:48)
11. Orion's Belt/Cat Stinger (2:18)
12. Noisy Cricket/Impending Trouble (2:08)
13. Sexy Morgue Babe/Icon (5:41)
14. Take Off/Crash (7:20)
15. Finale (3:02)
16. M.I.B. Closing Theme (2:36)

## Accueil

### Accueil critique
Le film reçoit des critiques globalement positives. Sur l'agrégateur américain Rotten Tomatoes, il récolte 92 % d'opinions favorables pour 89 critiques et une note moyenne de 7,5⁄10. Sur Metacritic, il obtient une note moyenne de 71⁄100 pour 22 critiques.

### Box-office
Le film est un succès mondial au box-office. En France, il se classe à la 2e place du box-office annuel, derrière Le Cinquième Élément de Luc Besson. Il atteint également la seconde place du box-office nord-américain de 1997 derrière Titanic.
| Pays ou région    | Box-office        | Date d'arrêt du box-office | Nombre de semaines |
| ----------------- | ----------------- | -------------------------- | ------------------ |
| États-Unis Canada | 250 690 539 $     | 27 novembre 1997           | 21                 |
| France            | 5 799 742 entrées | 8 octobre 1997             | 10                 |
| Total mondial     | 589 390 539 $     |                            |                    |

## Distinctions
Entre 1997 et 2018, le film Men in Black a été sélectionné 61 fois dans diverses catégories et a remporté 22 récompenses,.

### Année 1997
| Cérémonie ou récompense                                                        | Catégorie / Récompense                                                | Nommé(es) / Lauréat(es) | Résultat   |
| ------------------------------------------------------------------------------ | --------------------------------------------------------------------- | ----------------------- | ---------- |
| Communauté du circuit des récompenses (Awards Circuit Community Awards (ACCA)) | Meilleur son                                                          | Men in Black            | Nomination |
| Communauté du circuit des récompenses (Awards Circuit Community Awards (ACCA)) | Meilleurs effets visuels                                              | Men in Black            | Nomination |
| Communauté du circuit des récompenses (Awards Circuit Community Awards (ACCA)) | Meilleure chanson originale                                           | Danny Elfman            | Nomination |
| Communauté du circuit des récompenses (Awards Circuit Community Awards (ACCA)) | Mentions honorables (Les dix prochains candidats aux meilleurs films) | Men in Black            | Nomination |
| Écran d'or                                                                     | Prix de l’Écran d'or                                                  | Columbia                | Lauréat    |
| Écran d'or                                                                     | Prix de l'Écran d'or avec 1 étoile                                    | Columbia                | Lauréat    |
| MTV Video Music Awards                                                         | MTV Video Music Award de la meilleure vidéo d'un film                 | Will Smith              | Lauréat    |
| Prix Bogey                                                                     | Prix Bogey de Platine                                                 | Men in Black            | Lauréat    |

### Année 1998
| Cérémonie ou récompense                                                       | Catégorie / Récompense                                                           | Nommé(es) / Lauréat(es) | Résultat   |
| ----------------------------------------------------------------------------- | -------------------------------------------------------------------------------- | --- | ---------- |
| Académie des films de science-fiction, fantastique et d'horreur - Prix Saturn | Prix Saturn du meilleur film de science-fiction                                  | Men in Black | Lauréat    |
| Académie des films de science-fiction, fantastique et d'horreur - Prix Saturn | Prix Saturn du meilleur acteur dans un second rôle                               | Vincent D'Onofrio | Lauréat    |
| Académie des films de science-fiction, fantastique et d'horreur - Prix Saturn | Prix Saturn de la meilleure musique                                              | Danny Elfman | Lauréat    |
| Académie des films de science-fiction, fantastique et d'horreur - Prix Saturn | Meilleur acteur                                                                  | Will Smith | Nomination |
| Académie des films de science-fiction, fantastique et d'horreur - Prix Saturn | Meilleure réalisation                                                            | Barry Sonnenfeld | Nomination |
| Académie des films de science-fiction, fantastique et d'horreur - Prix Saturn | Meilleur scénario                                                                | Ed Solomon | Nomination |
| Académie des films de science-fiction, fantastique et d'horreur - Prix Saturn | Meilleur maquillage                                                              | Rick Baker, David LeRoy Anderson et Katherine James                                                                                       | Nomination |
| Académie des films de science-fiction, fantastique et d'horreur - Prix Saturn | Meilleurs effets spéciaux                                                        | Rick Baker, Eric Brevig, Peter Chesney et Rob Coleman                                                                                     | Nomination |
| Association du cinéma et de la télévision en ligne                            | Meilleure film de science-fiction / fantastique / d'horreur                      | Laurie MacDonald et Walter F. Parkes | Nomination |
| Association du cinéma et de la télévision en ligne                            | Meilleur acteur de science-fiction / fantaisie / d’horreur                       | Tommy Lee Jones | Nomination |
| Association du cinéma et de la télévision en ligne                            | Meilleur acteur de science-fiction / fantaisie / d’horreur                       | Will Smith | Nomination |
| Association du cinéma et de la télévision en ligne                            | Meilleure musique, partition musicale d’une comédie                              | Danny Elfman | Nomination |
| Association du cinéma et de la télévision en ligne                            | Meilleure musique, chanson originale                                             | Will Smith, Patrice Rushen, Terry McFadden et Freddie Washington (pour la chanson "Men in Black")                                         | Nomination |
| Association du cinéma et de la télévision en ligne                            | Meilleurs maquillages et coiffures                                               | Rick Baker, David LeRoy Anderson, Mark Alfrey, Pierce Austin, Rob Hinderstein, Christopher Allen Nelson, Laini Thompson et Anthony Veader | Nomination |
| Association du cinéma et de la télévision en ligne                            | Meilleurs effets visuels                                                         | Rick Baker, Eric Brevig, Peter Chesney et Rob Coleman                                                                                     | Nomination |
| Éditeurs de sons de films                                                     | Meilleur montage sonore - Effets sonores et bruitages                            | Men in Black | Nomination |
| Éditeurs de sons de films                                                     | Meilleur montage sonore – Dialogues et doublages                                 | Men in Black | Nomination |
| Éditeurs de sons de films                                                     | Meilleur montage de musique dans un film (Etranger et National)                  | Men in Black | Nomination |
| Golden Globes                                                                 | Meilleure comédie ou comédie musicale                                            | Men in Black | Nomination |
| Guilde des directeurs artistiques                                             | Meilleurs décors pour un long métrage                                            | Bo Welch et Tom Duffield | Nomination |
| Lions tchèques                                                                | Prix du box-office                                                               | Men in Black | Lauréat    |
| MTV - Prix du film et de la télévision                                        | Prix MTV de la meilleure chanson d'un film                                       | Will Smith (pour la chanson "Men In Black")                                                                                               | Lauréat    |
| MTV - Prix du film et de la télévision                                        | Prix MTV du meilleur combat                                                      | Will Smith (pour le combat entre Will Smith et un extraterrestre, le cafard géant)                                                        | Lauréat    |
| MTV - Prix du film et de la télévision                                        | Meilleur film                                                                    | Men in Black | Nomination |
| MTV - Prix du film et de la télévision                                        | Meilleure performance comique                                                    | Will Smith | Nomination |
| MTV - Prix du film et de la télévision                                        | Meilleur duo à l'écran                                                           | Will Smith et Tommy Lee Jones | Nomination |
| Oscars                                                                        | Oscar des meilleurs maquillages                                                  | Rick Baker et David LeRoy Anderson | Lauréat    |
| Oscars                                                                        | Meilleure direction artistique (décors)                                          | Bo Welch et Cheryl Carasik | Nomination |
| Oscars                                                                        | Meilleure musique, musique originale ou musique de comédie                       | Danny Elfman | Nomination |
| Prix BMI du cinéma et de la télévision                                        | Prix BMI de la meilleure musique de film                                         | Danny Elfman | Lauréat    |
| Prix de la musique américaine                                                 | Prix de la musique américaine de la meilleure bande-son                          | Men in Black | Lauréat    |
| Prix du choix des enfants                                                     | Prix Blimp de l'acteur de cinéma préféré                                         | Will Smith | Lauréat    |
| Prix du choix des enfants                                                     | Film préféré                                                                     | Men in Black | Nomination |
| Prix du divertissement à succès                                               | Prix du divertissement à succès de l'acteur préféré dans un film science-fiction | Will Smith | Lauréat    |
| Prix du divertissement à succès                                               | Prix du divertissement à succès de la meilleure bande originale                  | Men in Black | Lauréat    |
| Prix du divertissement à succès                                               | Acteur préféré dans un film science-fiction                                      | Tommy Lee Jones | Nomination |
| Prix du divertissement à succès                                               | Acteur de second rôle masculin préféré dans un film de science-fiction           | Vincent D'Onofrio | Nomination |
| Prix du divertissement à succès                                               | Actrice de second rôle féminin préférée dans un film de science-fiction          | Linda Fiorentino | Nomination |
| Prix du film Mainichi                                                         | Prix Mainichi du meilleur film en langue étrangère                               | Barry Sonnenfeld | Lauréat    |
| Prix Empire                                                                   | Prix Empire du meilleur film                                                     | Men in Black | Lauréat    |
| Prix Grammy                                                                   | Meilleure composition instrumentale écrite pour un film ou pour la télévision    | Danny Elfman | Nomination |
| Prix Hugo                                                                     | Meilleure présentation dramatique                                                | Barry Sonnenfeld, Ed Solomon et Lowell Cunningham                                                                                         | Nomination |
| Prix Satellites                                                               | Prix Satellites du meilleur film d'animation ou multimédia                       | Laurie MacDonald et Walter F. Parkes | Lauréat    |
| Prix Satellites                                                               | Meilleur acteur dans un film musical ou une comédie                              | Tommy Lee Jones | Nomination |
| Prix Satellites                                                               | Meilleur acteur dans un second rôle dans un film musical ou une comédie          | Rip Torn | Nomination |
| Prix Satellites                                                               | Meilleure actrice dans un second rôle dans un film musical ou une comédie        | Linda Fiorentino | Nomination |
| Prix Satellites                                                               | Meilleurs effets visuels                                                         | Rick Baker | Nomination |
| Récompenses des arts du cinéma et de la télévision de la British Academy      | Meilleurs effets spéciaux                                                        | Rick Baker, Eric Brevig, Rob Coleman et Peter Chesney                                                                                     | Nomination |
| Société Américaine des Compositeurs, Auteurs et Éditeurs de Musique (ASCAP)   | Prix ASCAP des chansons les plus jouées de films cinématographiques              | Will Smith et Patrice Rushen (pour la chanson "Men In Black")                                                                             | Lauréat    |
| Société cinématographique américaine de l'audio                               | Meilleur mixage sonore d'un film                                                 | Skip Lievsay, Lee Dichter, Michael Barry et Peter F. Kurland                                                                              | Nomination |

### Année 2001
- Prix exclusifs DVD (DVD Exclusive Awards) : Meilleur matériel supplémentaire original de DVD.

### Année 2012
- Prix Jules Verne : Meilleur film d'aventure ou de science-fiction.

### Année 2018
- Prix 20/20 (20/20 Awards) :
  - Felix de la meilleure comédie ou comédie musicale pour Danny Elfman,
  - Felix du meilleur maquillage.